# Zwód (koszykówka)

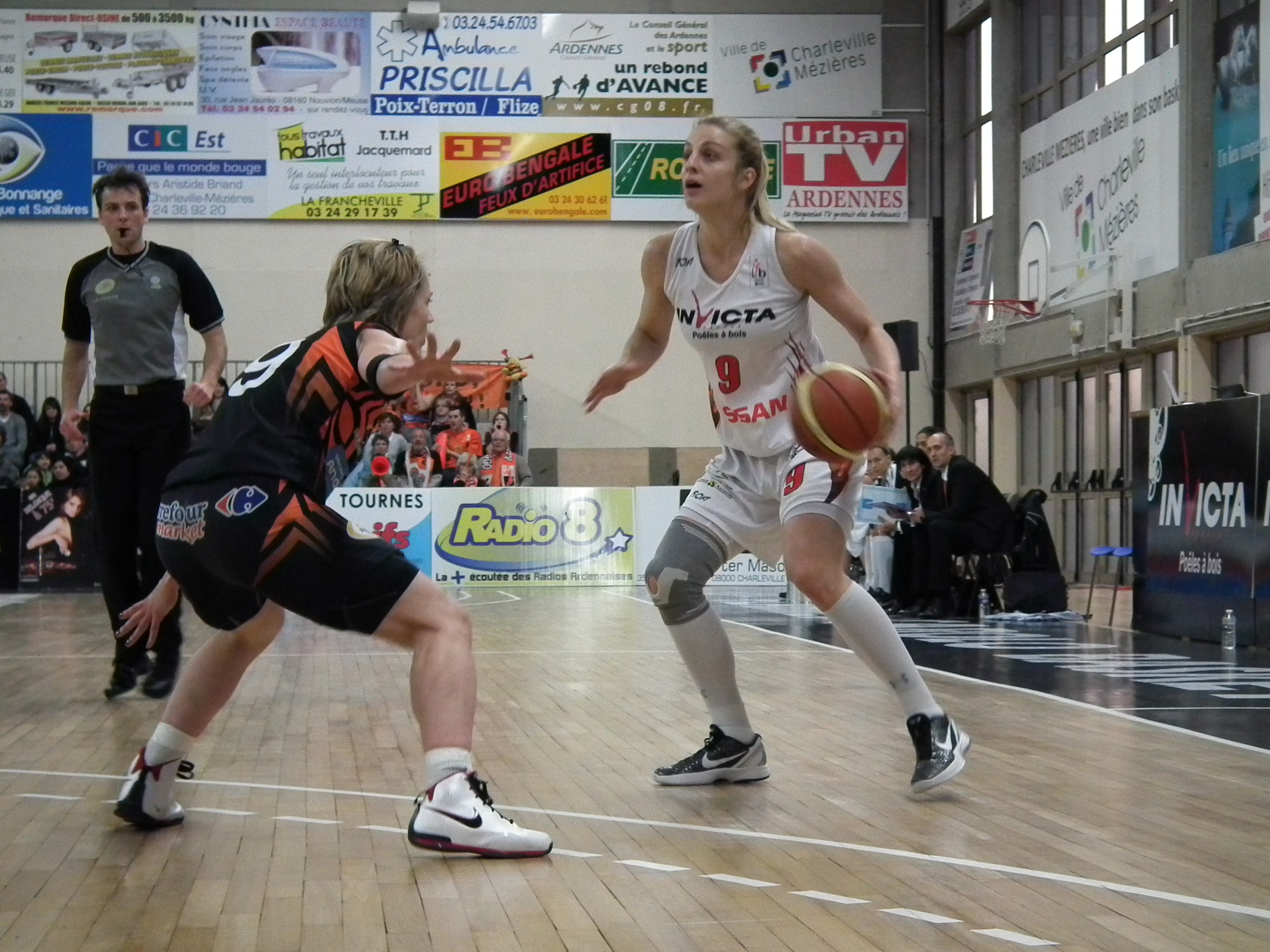
Przykład zwodu pojedynczego w praktyce

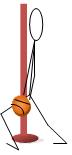
Schematyczny rysunek przedstawiający sposób ćwiczenia zwodu pojedynczego w koszykówce samodzielnie za pomocą tyczki udającej przeciwnika

Zwód – w koszykówce ruch, mający na celu zmylić przeciwnika i ułatwiająć wykonanie zamierzonego ruchu.
Podstawowe rodzaje zwodów z piłką:
- zwód pojedynczy
- zwód przez zmianę tempa
- zwód przez podanie
- zwód przez ruch rękami

Zwód pojedynczy – polega na przełożeniu jednej nogi po tej samej stronie przeciwnika (np. nogę prawą po prawej stronie przeciwnika), a następnie przełożeniu na drugą stronę w celu przejścia w tamtą stronę (np. prawą nogę po lewej stronie). Zawodnik zajmuje niską pozycję na ugiętych nogach w kolanach, a piłkę chowa za biodrem, by przeciwnik jej nie dosięgnął. Można ten zwód wykonać zarówno kozłując piłkę, jak i zanim rozpocznie się kozłowanie. W drugim wypadku ważne jest, aby zanim postawi się drugą nogę, pierwsze wypuścić piłkę z rąk, by nie popełnić błędu kroków.
Zwód przez zmianę tempa – polega na zmianie tempa biegu i kozłowania przez zawodnika z piłką. Zawodnik biegnący z piłką może zwolnić, a nawet się zatrzymać, ciągle kozłując, a także wyprostować swoją postawę, by zasugerować, iż zaraz będzie chciał wykonać rzut. Gdy obrońca wyprostuje się i zaprzesta krycia w pozycji obronnej, atakujący może gwałtownie przyspieszyć ruch i ominąć przeciwnika.
Zwód przez podanie – zawodnik z piłką może wykonać podanie do innego zawodnika ze swojej drużyny, który nie jest kryty (najlepiej, jeśli stoi w rogu boiska). Wtedy obrońca powinien przejąć zawodnika, który dostał piłkę. W czasie gdy obrońca biegnie do zawodnika z piłką, ten oddanie piłką pierwszemu, który w tym momencie nie ma przy sobie obrońcy i ma swobodę ruchów.
Zwód przez ruch rękami – można wykonać zwód np. poprzez zasugerowanie oddawania rzutu, poprzez ruch rękami z piłką, a gdy przeciwnik podskoczy, można go minąć, wykorzystując, że bez kontaktu z podłożem nie może zareagować (zmienić kierunku biegu).
Zwód można wykonać również bez piłki, np. w celu uwolnienia się, by móc piłkę otrzymać. Wykonuje się go przez zrobienie 1-2 kroków w jedną stronę i dynamiczny powrót na poprzednie miejsce, wykonując w ten sposób ruch na boisku w kształcie litery V.
Nie wolno wykonywać zwodu sugerującego oddanie rzutu podczas wykonywania rzutów wolnych